# Джеспер (округ, Міссурі)
Шаблон:StateAbbr_ 37°12′ пн. ш. 94°20′ зх. д. / 37.2° пн. ш. 94.34° зх. д.
Округ  Джеспер (англ. Jasper County) — округ (графство) у штаті Міссурі, США. Ідентифікатор округу 29097.

## Історія
Округ утворений 1841 року.

## Демографія
За даними перепису 
2000 року 
загальне населення округу становило 104686 осіб, зокрема міського населення було 78238, а сільського — 26448.
Серед мешканців округу чоловіків було 50764, а жінок — 53922. В окрузі було 41412 домогосподарства, 27943 родин, які мешкали в 45571 будинках.
Середній розмір родини становив 2,98.
Віковий розподіл населення поданий у таблиці:
| Стать    | До 15 років | 15-21 | 22-29 | 30-39 | 40-49 | 50-65 | 65-85 | Понад 85 |
| -------- | ----------- | ----- | ----- | ----- | ----- | ----- | ----- | -------- |
| Чоловіки | 11606       | 5639  | 5974  | 7242  | 7209  | 7365  | 5225  | 504      |
| Жінки    | 10919       | 5633  | 5911  | 7179  | 7637  | 7942  | 7362  | 1339     |

## Суміжні округи
- Бартон — північ
- Дейд — північний схід
- Лоуренс — схід
- Ньютон — південь
- Черокі, Канзас — захід
- Кроуфорд, Канзас — північний захід

## Виноски
1. ↑  U.S. Decennial Census. United States Census Bureau. Архів оригіналу за 26 квітня 2015. Процитовано 16 листопада 2014.
2. ↑  Historical Census Browser. University of Virginia Library. Архів оригіналу за 11 серпня 2012. Процитовано 16 листопада 2014.
3. ↑  Population of Counties by Decennial Census: 1900 to 1990. United States Census Bureau. Архів оригіналу за 3 грудня 2014. Процитовано 16 листопада 2014.
4. ↑  Census 2000 PHC-T-4. Ranking Tables for Counties: 1990 and 2000 (PDF). United States Census Bureau. Архів оригіналу (PDF) за 18 грудня 2014. Процитовано 16 листопада 2014.
5. ↑  State & County QuickFacts. United States Census Bureau. Архів оригіналу за 7 червня 2011. Процитовано 9 вересня 2013.(англ.) Наведено за англійською вікіпедією.
6. ↑  American FactFinder. Бюро перепису населення США. Архів оригіналу за 21 травня 2008. Процитовано 31 січня 2008.

| США | Це незавершена стаття з географії США. Ви можете допомогти проєкту, виправивши або дописавши її. |